# 大野徹
大野 徹（おおの とおる、1935年9月13日 - 2022年10月7日）は、日本のビルマ語学者、大阪外国語大学名誉教授。

## 略歴
長崎県南高来郡口之津町（現：南島原市）生まれ。大阪外国語大学、京都大学大学院文学研究科言語学科博士課程中退。
大阪外国語大学ビルマ語科講師、助教授を経て、教授。1989年京都大学東南アジア研究センター教授を併任。2001年大阪外国語大学を定年退官、名誉教授となる。
2015年4月瑞宝中綬章受章。
2022年10月7日、死去。87歳没。死没日付をもって正四位に叙された。

## 著書
- 『知られざるビルマ イラワジ川に民族と歴史をたずねて』（知られざる国々叢書）芙蓉書房 1970
- 『ビルマの社会と経済』 (アジアを見る眼）アジア経済研究所 1972
- 『ビルマ語の話し方 第2版』日本ビルマ文化協会 1976
- 『ビルマ語基礎1500語』編 大学書林 1980
- 『ビルマ語会話 英語対照』大学書林 1982
- 『現代ビルマ語入門』泰流社 1983
- 『ビルマ語常用6000語』編. 大学書林 1984
- 『ビルマ語四週間』大学書林 1986
- 『やさしいビルマ語読本』大学書林 1991
- 『日本語ビルマ語辞典』大学書林 1995
- 『ビルマ(ミャンマー)語辞典』大学書林 2000
- 『現代のアジア』晃洋書房 2001
- 『謎の仏教王国パガン 碑文の秘めるビルマ千年史』日本放送出版協会（NHKブックス）2002
- 『二十世紀のアジア』晃洋書房 2003
- 『アジアの農地制度と食糧』晃洋書房 2005

### 共編著
- 『ビルマ その社会と価値観』桐生稔、斎藤照子共著 現代アジア出版会 1975
- 『パガンの仏教壁画』井上隆雄共編 講談社 1978
- 『ビルマ語辞典』原田正春共編 日本ビルマ文化協会 1979
- 『シリーズ国際関係 5  東南アジアと国際関係』編著 晃洋書房 1979
- 『世界の聖域 10  ビルマの仏塔』井上隆雄共著 講談社 1980
- 『東南アジア大陸の言語』編 大学書林 1987
- 『黄金のパゴダ ビルマ仏教の旅』（フォト・マンダラ）樋口英夫[撮影]、杉江幸彦共著 佼成出版社 1989

### 翻訳
- ルドゥ・ウー・フラ 原著『アジアの民話 1ビルマの民話』古橋政次共訳 大日本絵画巧芸美術 1978
- 『現代ビルマ短編小説集』 (ビルマ叢書 文学編）編訳 井村文化事業社 1983
- セインセイン『迷路の旅』 (東南アジアブックス ビルマの文学 井村文化事業社 1985
- 『ビルマ(ミャンマー)のむかし話 竜のたまご/ほか』 (大人と子どものための世界のむかし話）編訳 偕成社 1991
- ウー・ペーマウンティン『ビルマ文学史』 (東南アジアブックス ビルマの文学） 監訳 井村文化事業社 1992

## 論文
- 大野徹（CiNii Articles 検索）